# Stenderup (Hedensted Kommune)
 For alternative betydninger, se Stenderup. (Se også artikler, som begynder med Stenderup)
Stenderup er en by i Østjylland med 405 indbyggere  (2024), beliggende 9 km syd for Horsens, 20 km nordøst for Vejle, 18 km nordvest for Juelsminde og 8 km øst for Hedensted. Byen hører til Hedensted Kommune og ligger i Region Midtjylland. I 1970-2006 hørte byen til Juelsminde Kommune.
Stenderup hører til Stenderup Sogn. Stenderup Kirke ligger i byen.

## Faciliteter
- I 1961 blev Stenderup Centralskole indviet som 7-klasses skole med 150 elever og 7 lærere, og landsbyskolerne i Bækkeskov, Spettrup, Brå og den gamle Stenderup skole blev nedlagt. Stenderup Skole har nu 122 elever, fordelt på 0.-6. klassetrin, og 15 ansatte.[2]
- Stenderup Forsamlingshus er bygget hvor det ene af landsbyens gadekær lå, så ingen af landsbyens 8 gårde skulle afgive jord. Huset har 40 firkantede borde, fast scene og 40 P-pladser.[3]
- Byen har en købmand.

## Historie

### Jernbanen
Stenderup fik station på Horsens-Juelsminde Jernbane (1884-1957). Stationen havde privat sidespor til et teglværk. Stationsbygningen er bevaret på Stationsvej 3.

### Stationsbyen
I 1904 blev Stenderup beskrevet således:"Stenderup (1398: Stendrup) med Kirke, Skole, Missionshus (opf. 1885), Andelsmejeri, Teglværk, Savmølle, Købmandshdl., Jærnbane-, Telegraf- og Telefonst.;" Stenderup fik elektricitet i 1919.